# 霞貴理子
霞 貴理子（かすみ きりこ、1979年4月22日 - ）は、日本のAV女優。バルドエージェンシー所属。

## 人物・来歴
趣味はピアノ・ヴァイオリン。中・高音楽教員免許を所持。2013年7月にAVデビュー。

## 出演作品

### アダルトビデオ

#### 2013年
- マジックナンパ！vol.1　セレブな美熟女にナンパ生中出し！Ｉｎ代官山 (7月19日、プレステージ)
- 初撮り人妻ドキュメント　霞貴理子（7月25日、センタービレッジ）
- 美熟女専門ソープランド 2 泡姫殿（8月16日、クリスタル映像）
- 出張マッサージの美熟女にセンズリ見せつけ猥褻 No12（9月10日、ホットエンターテイメント）
- 過激すぎるド素人娘 4時間スペシャル 9（10月11日、S級素人）
- 私をSEX奴隷にしてください…【女教師編】 Gカップ巨乳パイパン美熟女複数犯され生ハメファック快感絶頂変態アクメ 霞貴理子 38歳（10月13日、セレブの友）
- 生理直前！チ○ポが欲しくてたまらない人妻の燃えるようなセックス 霞貴理子（11月25日、マドンナ）
- THE ソープ祭り 8時間 日本に生まれて良かったスペシャル！！（12月16日、クリスタル映像）
- 敬語マンズリコレクション 貴方だけに見てもらいたいから…貴方だけを見つめて自慰中毒快感エクスタシー！（12月25日、セレブの友）
- 厳選黒パンスト！！ ぬるべちょ潮吹きディルドオナニー！（12月25日、セレブの友）

#### 2014年
- 熟ズボッ！そんなにしたらダメ…私、超敏感なんです！こんな熟女としてみたいスペシャル（3月20日、アテナ映像）
- パイパンおばさん 中出し交尾20人4時間 （3月20日、センタービレッジ）
- 息子の友達のチ○ポで激しくイキまくる母 8時間 （5月7日、マドンナ）
- マダムマニアック THE BEST4 8時間100連発！！  （5月9日、クリスタル映像）
- 中まで丸見え！！つるマン結合8時間 敏感すぎてすぐイッちゃうウブっ子ハメまくり全30人42シーン！  （11月19日、エンペラー/妄想族）